# Petit-Waret
Pour les articles homonymes, voir Waret.
Petit-Waret (en wallon Pitit-Waret) est un village belge, section de Landenne, situé sur le territoire de la ville d'Andenne dans la province de Namur en Région wallonne.  
Ses habitants sont appelés les Biwack(e)s.

## Étymologie
Petit village dans la région du Waret, par opposition à Waret-l'Évêque et Franc-Waret.

## Histoire
C'était un fief qui appartenait aux Chestruvin, aux Warisoul et aux d'Oultremont.